# Zeckenberg
Zeckenberg ist ein Weiler auf der Gemarkung Ebnath im oberpfälzischen Landkreis Tirschenreuth.

## Geografie
Der Weiler liegt im Südwesten des Fichtelgebirges auf einem unbewaldeten Berghang, der nach Südwesten hin zum Tal der Fichtelnaab abfällt. Zeckenberg ist ein Ortsteil der Gemeinde Ebnath und liegt eineinhalb Kilometer nördlich von deren Gemeindesitz.

## Geschichte
Das bayerische Urkataster zeigt Zeckenberg in den 1810er Jahren noch als eine aus zwei Einzelgehöften bestehende Einöde, deren Anwesen etwa 150 Meter voneinander entfernt liegen. Seit dem bayerischen Gemeindeedikt von 1818 gehört Zeckenberg zur politischen Gemeinde Ebnath, die neben dem Hauptort Ebnath noch aus fünf weiteren Ortschaften besteht.
| Jahr          | 001875 | 001885 | 001900 | 001925 | 001950 | 001961 | 001970 | 001987 |
| Einwohnerzahl | 29     | 23     | 25     | 23     | 34     | 29     | 24     | 15     |